# فورکالکیور
فورکالکیور (به فرانسوی: Forcalquier) یک کمون در فرانسه است که در Canton of Forcalquier واقع شده‌است.

## خصوصیات
فورکالکیور ۴۲٫۷۶ کیلومترمربع مساحت و ۴٬۶۴۰ نفر جمعیت دارد و ۵۵۰ متر بالاتر از سطح دریا واقع شده‌است.

## خواهرخوانده
شهر گواستالا خواهرخواندهٔ فورکالکیور هست.